# Çarşamba (district)
Çarşamba is een Turks district in de provincie Samsun en telt 136.343 inwoners (2007). Het district heeft een oppervlakte van 641,4 km². Hoofdplaats is de gelijknamige stad.
De bevolkingsontwikkeling van het district is weergegeven in onderstaande tabel.
| 1997    | 2000    | 2007    |
| ------- | ------- | ------- |
| 126.250 | 131.194 | 136.343 |

## Geboren in Çarşamba
- Fatma Koşer Kaya (1968), Turks-Nederlands politica